# Jacob Ascher
Jacob Gottschalk Ascher (Plymouth, Anglaterra, 18 de febrer de 1841 – Nova York, 12 d'octubre de 1912) fou un mestre d'escacs britànicocanadenc.

## Biografia
Fill d'Isaac Gottschalk Ascher, tenia quatre germans, Isidor, Albert, Hyman, i Eva.
Ascher fou dos cops campió d'escacs del Canadà; va guanyar el 6è campionat del Canadà a Montreal 1878/79, i (empatat al primer lloc) el 10è campionat a Montreal 1882/83.
Va derrotar George Henry Mackenzie a Montreal en una de les catorze simultànies que Mackenzie hi va fer el 14 de gener de 1879.
Va ser columnista d'escacs a New Dominion Monthly, publicat a Montreal.
Fou també editor del Montreal Star i president de la Young Men's Hebrew Association de Montreal, la primera organització de beneficència jueva al Canadà.